# Dragutin Šurbek
Dragutin Šurbek (né le 8 août 1946 à Zagreb alors en Yougoslavie et mort le 15 juillet 2018) est un pongiste croate. Champion d'Europe en simple, c'est un des plus grands champions de son pays.

## Carrière
Dragutin Šurbek a remporté le championnat d'Europe en simple en 1968 et en double en 1970, 1982 et 1984. Il a remporté le Top-12 européen en 1976.
Il a représenté son pays lors des Jeux Olympiques d'été de 1992, et a été trois fois médaillé de bronze en simple aux championnats du monde, qu'il a remporté à deux reprises en double.
Il a été récompensé par le trophée du sportif yougoslave de l'année en 1983.
Il est ensuite entraîneur.

### Famille
Dragutin Šurbek a eu deux fils, dont le plus jeune, Dragutin Jr (né le 8 novembre 1977), est aussi pongiste et a remporté l'Open du Chili de tennis de table en double en 2004.